# Rungnabrug
De Rungnabrug is een van de zes bruggen die de Taedong overspannen in de Noord-Koreaanse hoofdstad Pyongyang. De brug ligt tussen de Okryubrug en de Chongnyubrug, en verbindt Moranbong-guyok in het westen met Taedonggang-guyok in het oosten, waarbij hij het eiland Rungnado passeert. De brug is in totaal 1 070 meter lang en de bouw werd afgerond in 1988.